# Relationer mellan Kina och Sverige
Relationer mellan Kina och Sverige refererar till de bilaterala relationerna mellan Kina och Sverige.
Folkrepubliken Kina har en ambassad i Stockholm och Sverige har en ambassad i Peking. Båda staterna är medlemmar av FN.
Länderna har haft diplomatiska förbindelser sedan mitten på 1800-talet och permanenta beskickningar sedan början på 1900-talet. Efter den kommunistiska segern i det kinesiska inbördeskriget 1949, blev Sverige det första västerländska landet att upprätta diplomatiska förbindelser med den nygrundade Folkrepubliken Kina, vilket skedde den 9 maj 1950.

## Historia

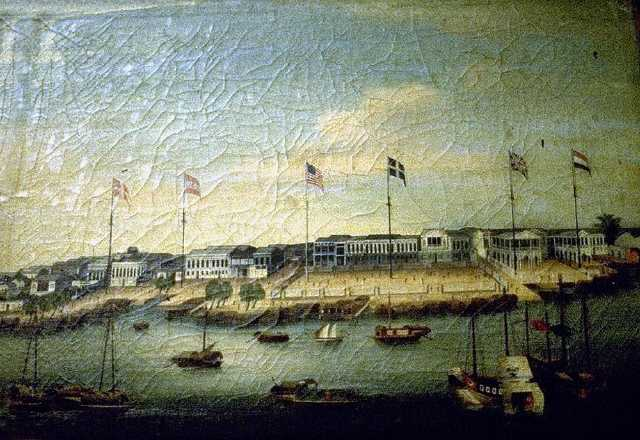
1700-tal och Svenska Ostindiska Companiet seglar till Kina för att bedriva handel.

### Tidiga kontakter
Kinesiska föremål fanns i Sverige redan på vikingatiden. Man har till exempel påträffat Buddhastatyer på Helgö och sidenfragment i Birka. Det är dock osannolikt att vikingarna hade direktkontakt med Tangdynastin (618–907) eller Songdynastin (960–1276), utan mer sannolikt har föremålen nått Skandinavien indirekt via till exempel Konstantinopel ("Miklagård"), slutstationen på Sidenvägen.
Vi vet inte exakt vem som var den förste svensken i Kina, men den förste som skrev en bok om sina upplevelser var Nils Matsson Kiöping (1621–1680), som år 1655 reste till Kinas sydkust tillsammans med det Nederländska Ostindiska Kompaniet. Sverige hade på den här tiden inget eget "kompani", men eftersom både svenskar och nederländare var protestanter var det ganska vanligt att svenska sjömän tog tjänst hos det nederländska Kompaniet, som grundats 1602. Kiöping hade dock oturen att komma till Kina precis när den nygrundade Qingdynastin (1644–1912) befann sig i inbördeskrig mot resterna av den föregående Mingdynastin (1368–1644), och vågade därför inte stanna länge på fastlandet, utan kom att tillbringa det mesta av sitt Kinaäventyr på Taiwan, som sedan 1628 var en nederländsk koloni. Året efter Kiöpings besök blev för övrigt svensk-holländaren Fredrik Coyet (1620–1687) nederländsk guvernör för just denna ö. Han skulle visa sig bli den siste europén på det uppdraget, eftersom han 1668 störtades av ett kinesiskt uppror lett av Zheng Chenggong ("Koxinga").
En annan tidig svensk i Kina var Lorenz Lange (1685?–1752), som tillfångatogs av Ryssland under slaget vid Poltava (1709) och därefter övergick i rysk tjänst. Där blev han så pass betrodd av tsar Peter den store att han år 1715 skickades som sändebud till Kangxi-kejsaren - kanske den förste svensk som haft direktkontakt med den kinesiske statschefen.
Runt sekelskiftet 1700 började ett visst akademiskt intresse för Kina att ta form. År 1694 lade Jonas Locnaeus Angermannus (1671–1754) fram magisteruppsatsen Murus Sinensis ("Den kinesiska muren") vid Uppsala universitet, det första kända sinologiska arbetet vid ett svenskt universitet. Den följdes av Erik Rolands magisteruppsats De Magno Sinarum Imperio ("Om det stora kinesiska riket", 1697) och Olof Celsius avhandling Confucium Sinarum philosophum leviter adumbrans ("Kort skiss över Konfucius, den kinesiske filosofen", 1710).

### Ostindiska companiet (1731–1813)
År 1731 grundades det Svenska Ostindiska Companiet för att bedriva handel med Kina och Indien. Företaget hade sin hemmahamn i Göteborg och seglade främst till Guangzhou, på den tiden kallat "Kanton". De viktigaste importvarorna från Kina var siden, porslin och te. Den första expeditionen, med fartyget Fredericus Rex, hade med sig ett brev från Fredrik I till Yongzheng-kejsaren i vilket Sverige anhöll om att upprätta formella diplomatiska relationer med Kina. Något möte med kejsaren blev det dock inte, eftersom alla européer (utom ryssar) på den här tiden betraktades som "barbarfolk" som inte kunde ses som jämlika "länder" med Kina. Svenskarna fick istället inordna sig i att bara ha ekonomiska, inte diplomatiska, relationer med Kina - på samma sätt som exempelvis nederländarna. Svenskarnas ankomst registrerades dock i Qingdynastins officiella krönika, där man kan läsa: "Sverige, även Swerige, land i nordeuropa, nära Norge. Handelsrelationer upprättade i Yongzheng-periodens tionde år [1732]."
Companiet kom att göra 132 resor till Asien (i genomsnitt två om året), varav 129 gick till Guangzhou. Eftersom Suezkanalen (1867) inte fanns ännu var man tvungna att segla runt hela Afrika, vilket gjorde att en resa tur-och-retur till Kina tog ungefär ett och ett halvt år. Den mest berömda resan är den som gjordes av Ostindiefararen Götheborg år 1745, eftersom detta skepp dramatiskt förliste i Göteborgs hamn vid hemkomsten. En kopia byggdes från 1995, och 2005–2007 företogs en ny resa från Göteborg till Kanton och tillbaka.
Ursprungligen hade europeiska fartyg kunnat ankra i Guangzhou, Xiamen ("Amoy"), Ningbo eller Yantai. År 1757 infördes dock det så kallade "Kantonsystemet", under vilket västeuropéer bara fick landstiga i Guangzhou och ingen annanstans - undantaget Macau, som sedan 1557 hyrts ut till Portugal. Inom Guangzhou var man dessutom ålagd ytterst begränsad rörelsefrihet och fick i princip bara vistas på ön Huangpu ("Whampoa") och i ett avgränsat område motsvarande den nuvarande Kulturparken (Wenhua Gongyuan 文化公园). För att verkligen vara på säkra sidan blev det dessutom förbjudet för kinesiska undersåtar att undervisa västerlänningar i kinesiska, så att kommunikationen bara kunde skötas av kineser som lärt sig västerländska språk (vanligen engelska eller portugisiska).
Runt mitten av 1700-talet präglades den europeiska konsten av "kineseri", det vill säga hyllningar till kinesisk design. Det mest kända svenska exemplet är Kina slott, uppfört 1753 som födelsedagspresent till drottning Lovisa Ulrika. Vid invigningen ska kronprins Gustav, den blivande Gustav III, ha uppträtt utklädd till kinesisk prins och sagt några ord på vad som skulle föreställa kinesiska. År 1757 skrev kompositören Francesco Uttini (1723–1795) ett drama med titeln L'eroe cinese. Även inom politiken lyftes Kina som ett positivt exempel: under debatten som ledde fram till 1766 års tryckfrihetsförordning anfördes till exempel att alla ämbetsmän i Kina hade rätt att fritt skriva direkt till kejsaren utan censur.
År 1786 anlände den förste kinesiske besökaren till Sverige, tolken Choi A-fuk (Cai Yafu). Han fick audiens hos kung Gustav III och ska ha kunnat tala med honom på svenska. Med detta undantag var kineserna dock betydligt mindre intresserade av Sverige än vad svenskarna var intresserade av Kina, vilket återspeglas i att de kinesiskspråkiga verk som nämner Sverige under Companiets tid är ytterst få.
De störningar i världshandeln som följde på Franska revolutionen (1789) och de påföljande Napoleonkrigen (1803–1815) drabbade Companiet hårt, och den sista ostindiefararen som lyckades ta sig hela vägen till Kina återkom år 1806. Två år senare gjordes ett sista försök, men ostindiefararen Hoppet tog sig inte längre än till Storbritannien. År 1809 gick Ostindiska Companiet i konkurs, och förklarades formellt upplöst vid bolagsstämman år 1813. Därmed inträder ett över trettioårigt avbrott i de svensk-kinesiska kontakterna.
En epilog finns dock i form av Companiets superkargör Anders Ljungstedt, som trivdes så bra i Kina att han valde att stanna även efter företagets upplösning. Då västerlänningar inte fick bo permanent i Guangzhou upprättade han sin bostad i portugisiska Macau - en stad som han även skrev en bok om. I egenskap av i princip den ende permanent bosatte svensken i hela Kina kom han med tiden att (per post, får vi anta) utnämnas till Sveriges förste generalkonsul i landet. När Ljungstedt avled 1835 och begravdes på Macaus protestantiska kyrkogård hade han vistats i Kina i sammanlagt 37 år.

### De ojämlika fördragen (1847–1949)
Under 1800-talet kom det intellektuella intresset för Kina att avta och ersättas av en större nyfikenhet på Mellanöstern och Indien, samt på det egna "götiska" förflutna. Detta hade i någon mån att göra med att det kinesiska "modet" i Europa var nära förknippat med Frankrike. Efter att Napoleon besegrats kom Storbritannien och Tyskland att ersätta Frankrike som Europas kulturella stormakter, och då försvann de kinesiska influenserna tillsammans med de franska. I den mån Kina fortfarande diskuterades var det i ett mer negativt tonfall än förut - landet ansågs vara en "orientalisk despotism".
År 1839 utbröt det så kallade Opiumkriget mellan Kina och Storbritannien, till följd av att Kina förgäves försökt stoppa den brittiska narkotikasmugglingen till landet. I det förnedrande Fördraget i Nanjing tvingades Kina gå med på att avträda Hongkong till Storbritannien och öppna fem stycken "Fördragshamnar" (Guangzhou, Xiamen, Fuzhou, Ningbo, Shanghai) för västerländsk frihandel. I senare avtal skulle detta successivt utökas till som mest nittio. Därmed var "kantonsystemet" avskaffat.
När Kinas militära försvarslöshet bevisats så grundligt var även andra västerländska makter snabba att tvinga till sig liknande "ojämlika fördrag". I det nybildade unionsriket Sverige-Norges fall skickades industrimannen Carl Fredrik Liljevalch som förhandlare, och den 20 mars 1847 undertecknades Fördraget i Kanton, det första avtal där Kina tvingades erkänna Sverige-Norge som ett jämbördigt "land" och inte ett barbarrike. I avtalet krävdes att Kina inte skulle ta upp några tullar på svensk-norska varor, och dessutom tilltvingades svenskar och norrmän så kallad "extraterritorialitet", vilket innebar att de inte kunde straffas i kinesisk domstol om de begick brott i Kina. Istället skulle de ställas inför separata utlänningsdomstolar med betydligt mildare straff. Sverige-Norge fick ensidig Mest gynnad nation-status, och svensk-norska militärfartyg fick rätt att fritt besöka kinesiska hamnar för att "inspektera handeln".
De flesta svenskar och norrmän under denna nya epok kom att bosätta sig i Shanghai istället för, som på Companiets tid, i Guangzhou eller Macau, och följdriktigt flyttades Sverige-Norges generalkonsulat från Guangzhou till Shanghai år 1852. Någon ambassad fanns ännu inte, och generalkonsulerna var oftast betrodda utlänningar (oftast britter eller tyskar) istället för svenskar. De flesta av de ungefär 400 svenskarna och norrmännen i Kina lärde sig aldrig kinesiska och umgicks sällan privat med kineser, utan föredrog att socialisera med andra västerlänningar. Inledningsvis fanns det dock väldigt få västerländska kvinnor i Shanghai, vilket gjorde att många av männen oundvikligen utvecklade förbindelser med kinesiska prostituerade och älskarinnor.
Ett undantag från den etniska isoleringen var det hundratal, ofta frikyrkliga, missionärer som letade sig långt från Shanghai i hopp om att omvända kineserna till kristendomen. Av dessa kom 56 svenskar att dödas i det antikristna Boxarupproret (1900).
Efter opiumkriget började Kina försiktigt att skicka ut studenter till västvärlden för att lära sig västerländsk vetenskap. Den första sådana delegationen kom till Sverige år 1866 och mottogs av kung Karl XV. Fler grupper följde år 1869, 1888 och 1906. Den berömde reformpolitikern Kang Youwei, som kommit i onåd år 1898 och då tvingats fly Kina, levde periodvis i Saltsjöbaden mellan 1904 och 1909.
År 1907 utnämndes till slut en riktig svensk ambassadör till Kina, Gustaf Oskar Wallenberg. Nio år senare, 1916, blev Yan Huiqing (颜惠庆) den förste kinesiske ambassadören till Sverige. Samma år som Wallenbergs utnämning uppträttades även en direkt ångbåtsförbindelse mellan Göteborg och Shanghai. År 1909 undertecknades till sist ett nytt fördrag som var ännu mer ofördelaktigt för kineserna än det gamla Fördraget i Kanton.
År 1911 utbröt revolution i Kina, och påföljande år avskaffades kejsardömet till förmån för Republiken Kina. Detta fick dock ingen omedelbar effekt på de svensk-kinesiska förbindelserna, eftersom de fördrag som (under tvång) ingåtts av kejsaren fortsatte att gälla. Svenskar fortsatte till exempel att ha extraterritorialrätt även under republiken. Dock gjorde den nya tidsandan efter Första världskriget, som ifrågasatte förtrycket av främmande folkslag, att man år 1928 medgav vissa lättnader: Kina fick till exempel tillbaka rätten att bestämma sina egna tullar, och även status som "mest gynnad nation".
Under den här perioden kom ett antal svenska vetenskapsmän att verka i Kina, exempelvis Sven Hedin (1865–1952), Johan Gunnar Andersson (1874–1960), Osvald Sirén (1879–1966), Gunnar Jarring (1907–2002), och inte minst Bernhard Karlgren (1889–1977). Den sistnämnde anses som den svenska sinologins fader.
År 1926 avlade den svenske kronprinsen, den blivande Gustav VI Adolf, ett inofficiellt besök i Kina. Efter att han sett kinesiskt porslin vid ett besök i London 1908 var han mycket intresserad av kinesisk konst, och var under 52 år ordförande i den år 1919 uppträttade "Kinakommittén". Efter besöket grundades de så-kallade "Östasiatiska samlingarna", som 1963 blev Östasiatiska museet.
Efter Andra världskriget (1939–1945), där Kina var en av segermakterna, avskaffades extraterritorialrätten och svenskarna blev därmed juridiskt jämställda med kineser. Kort därefter utbröt det kinesiska inbördeskriget (1945-1949), i vilket Kommunistpartiet fördrev Republiken Kinas regering till Taiwan och den 1 oktober 1949 upprättade "Folkrepubliken Kina" på fastlandet. Detta ledde till att de allra flesta svenskar lämnade Kina, eftersom den nya planekonomin innebar att deras egendom förstatligades.

### Folkrepubliken Kina (1949–)
Sverige var det första västerländska landet att upprätta officiella diplomatiska relationer med Folkrepubliken Kina, redan den 9 maj 1950. Till skillnad från de flesta andra västländer har Sverige sedan dess aldrig haft diplomatiska förbindelser med "Republiken Kina" på Taiwan, inte ens då Taipei företrädde "Kina" i FN mellan 1949 och 1972. Det neutrala Sverige menade att i valet mellan två kinesiska regeringar måste man välja den som representerade flest människor.
År 1952 bildades den vänsterradikala Svensk-kinesiska föreningen, som senare kom att spela en roll i den så-kallade 68-vänstern, som ansåg att Sovjetunionen förrått socialismen och att det nu var Kina som borde leda världsrevolutionen. Efter den diplomatiska brytningen mellan Moskva och Peking delades även det svenska kommunistpartiet i en prosovjetisk falang (Vänsterpartiet kommunisterna) och en pro-kinesisk falang, "Kommunistiska förbundet marxist-leninisterna" (KFML). Dessa hade i regel en mycket positiv syn på Kulturrevolutionen (1966–1976), mycket beroende på att det bara var möjligt att besöka Kina som del av så-kallade "vänskapsresor" med statliga guider som visade besökarna det som regimen ville att de skulle se. Rödgardisternas heliga skrift Citat från Ordförande Mao, i folkmun kallad "Maos lilla röda",  översattes till svenska av Nils och Marika Homberg. Synen på Kina kunde vara förvånansvärt positiv även utanför vänsterkretsar, där även den borgerliga pressen och moderata partiföreträdare kunde visa en viss respekt för Mao som motvikt mot sovjetunionen.
År 1957 undertecknades ett handelsavtal mellan Sverige och Folkrepubliken. Från 1959 blev det möjligt för svenska studenter att läsa vid kinesiska universitet, och från 1964 kunde svenskar resa till Kina som turister (inledningsvis på de ovan nämnda "vänskapsresorna").
Varken Tage Erlander eller Olof Palme träffade någonsin Mao Zedong personligen, utan det första svensk-kinesiska toppmötet blev istället mellan Thorbjörn Fälldin och Maos reformsinnade efterträdare Deng Xiaoping. Den 7 april 1981 landade Fälldin i Peking för en veckas vistelse. Han talade med Deng och premiärminister Zhao Ziyang om bland annat behoven av utökat utbyte inom handel, ekonomi och teknologi. Kineserna å sin sida uttryckte önskan om teknisk hjälp med tillverkning av mejeriprodukter och livsmedelsförpackningar. Kina meddelade samtidigt att man tänkte anta stramare attityd mot Sovjetunionen, som man hävdade strävade efter ökat inflytande inom oljerika områden och ökad press på oljeländerna. Fälldin betonade dock att Sveriges inställning var att försöka få igång en dialog mellan supermakterna och säkra världsfreden.
Redan i september samma år genomförde det svenska kungaparet det första svenska statsbesöket till Kina. Under resan besökte man Peking, Xi'an, Chengdu och Shanghai. Med i delegationen fanns bland annat företrädare för regering och krigsmakt samt olika kulturinrättningar, och flera journalister. Även svenska elitidrottsmän gästade, och deltog i tävlingar den 20–25 september. En som inte fanns med var Sveriges dåvarande utrikesminister Ola Ullsten, som lämnade återbud i sista stund för att delta i svenska regeringens krispaket. Detta väckte bestörtning i Kina, där det var sed att utrikesministern alltid kom med på officiella statsbesök. 
År 1984 kom premiärminister Zhao Ziyang till Sverige i samband med en större Europaresa. Han gavs då tillfälle att återse Torbjörn Fälldin, trots att denne då lämnat statsministeruppdraget. Ingvar Carlsson besökte Kina 1987. År 1988 upprättades en direkt flygförbindelse mellan Stockholm och Peking.
Relationerna kom att prövas av händelserna på Himmelska fridens torg 1989, men i november 1996 hade stämningen lugnat sig på pass att statsminister Göran Persson kunde resa till landet, vilket bland annat ledde till att Sverige återöppnade det sedan fyrtio år tillbaka stängda generalkonsulatet i Shanghai, och Kina följande år fick ett motsvarande generalkonsulat i Göteborg. Persson avslutade besöket med att under ett möte med svenska näringslivskolonin berömma Kinas politiska stabilitet som betydelsefull för den ekonomiska utvecklingen. Sveriges riksdag svarade den 21 november med en misstroendeomröstning som Göran Persson vann med siffrorna 209-119.
Sverige hade redan sedan 1950-talet ett befintligt generalkonsulat i Brittiska Hongkong. Vid stadens återförening med Kina 1997 omvandlades detta till en tredje svensk beskickning i Kina. År 2002 fick Sverige kortvarigt ett generalkonsulat även i närbelägna Guangzhou (Kanton) på det kinesiska fastlandet, men detta kom av besparingsskäl att läggas ned redan 2009.
År 2004 fick Sverige så-kallad "status som tillåtet resmål" (Approved Destination Status), vilket gjorde det mycket lättare för kineser att få turistvisum till landet. Detta ledde till en explosionsartad ökning av synliga kinesiska turistgrupper i många svenska stadsmiljöer.
Ett nytt skede kan sägas inledas i mitten av 2000-talet, då en replika av Ostindiefararen Götheborg med besättning på åttio återseglade hela den rutt som använts av Ostindiska Companiet tvåhundra år tidigare. Projektet fick mycket stor uppmärksamhet både i Sverige och Kina, och ledde till två statsbesök: kung Carl XVI Gustaf flög 2006 till Guangzhou för att möta besättningen vid ankomsten, och president Hu Jintao svarade genom att 2007 flyga till Göteborg och på samma sätt möta fartyget vid hemkomsten. Hus visit är än så länge (2023) det enda statsbesöket till Sverige av en sittande kinesiska president, även om Jiang Zemin hade besökt Göteborg i egenskap av ledare för vänorten Shanghai 1988, och Xi Jinping besökte Stockholm i egenskap av vicepresident med anledning av att de svensk-kinesiska relationernas 60-årsjubileum år 2010.
Med mötena mellan kungen och Hu inleddes ett drygt årtionde av internsiva kontakter mellan ländernas stats- och regeringschefer. Kungen återvände till Kina i samband med OS i Peking 2008 och världsutställningen i Shanghai 2010, och ledde senare under 2010 dessutom delegation från Kungliga ingenjörsvetenskapsakademien. Enligt Kinas ambassad ska kungen och drottningen även ha gjort en ej närmare specificerad "privat resa" till Shanghai år 2011. Statsminister Fredrik Reinfeldt gjorde ett officiellt besök till Kina år 2008, och besökte även Kina i egenskap av roterande EU-ordförande under hösten 2009. År 2012 kom hans motpart premiärminister Wen Jiabao till Sverige.
Statsminister Stefan Löfven reste till Kina två gånger, 2015 och 2017. Under den perioden började de svensk-kinesiska relationerna dock att präglas negativt av Kinas fängslande av den svenske medborgaren Gui Minhai, samt ytterligare irritationsmoment såsom stängningen av Konfuciusinstitutet och dess tillhörande "Konfuciusklassrum" (2019) och Post- och telestyrelsens beslut att förbjuda det kinesiska företaget Huawei från att delta i byggandet av Sveriges 5G-nät (2020).

## Handel
Kina är Sveriges största handelspartner i Asien sedan 2003, då man passerade Japan. Den svenska exporten till Kina nådde som mest 78 miljarder kronor år 2020, men har sedan fallit något. Importen från Kina har dock stadigt ökat och passerade år 2022 för första gången 100 miljarder kronor.
Sweden-China Trade Council upprättades 1980. Business Sweden (tidigare Exportrådet) har haft kontor i Kina sedan 1994. En svensk handelskammare grundades 1998 och samlade år 2023 runt 200 medlemsföretag.

## Sport
På sportsidan finns en rivalitet inom framför allt bordtennis på herrsidan och fotboll på damsidan.

## Vänorter
Mellan 1986 och 2016 var det vanligt för kommuner och regioner i Sverige och Kina att ha vänortssamarbeten med varandra. Som mest (2016) fanns samtidigt 41 sådana par. I takt med att relationerna mellan länderna försämrats har dock många sådana partnerskap antingen "pausats" eller helt sagts upp under 2020-talet.
|    | Svenskt län     | Kinesisk provins    | Samarbete inlett | Samarbete avslutat |
| -- | --------------- | ------------------- | ---------------- | ------------------ |
| 1  | Västmanland     | Shandong 山东       | 1994             | Aktivt             |
| 2  | Skåne           | Guangdong 广东      | 1995             | Vilande            |
| 3  | Västerbotten    | Heilongjiang 黑龙江 | 1997             | Vilande            |
| 4  | Uppsala         | Zhejiang 浙江       | 1998             | 2018 (pausat)      |
| 5  | Östergötland    | Jiangsu 江苏        | 1999             | Vilande            |
| 6  | Blekinge        | Yunnan 云南         | 2000             | 2016               |
| 7  | Västra Götaland | Anhui 安徽          | 2005             | Vilande            |
| 8  | Värmland        | Fujian 福建         | 2008             | Vilande            |
| 9  | Jönköping       | Tianjin 天津        | 2009             | Aktivt             |
| 10 | Gotland         | Hainan 海南         | 2010             | Aktivt             |
| 11 | Dalarna         | Hubei 湖北          | 2011             | 2020               |

|    | Svensk kommun | Kinesisk stad       | Samarbete inlett | Samarbete avslutat    |
| -- | ------------- | ------------------- | ---------------- | --------------------- |
| 1  | Göteborg      | Shanghai 上海       | 1986             | 2020 (delvis)         |
| 2  | Malmö         | Tangshan 唐山       | 1987             | 2020 (pausat)         |
| 3  | Jönköping     | Tianjin 天津        | 1993             | Vilande               |
| 4  | Söderhamn     | Yichang 宜昌        | 1994             | 2001                  |
| 5  | Linköping     | Guangzhou 广州      | 1997             | 2021 (pausat)         |
| 6  | Skellefteå    | Tongling 铜陵       | 1998             | 2021                  |
| 7  | Hylte         | Panzhihua 攀 枝花   | 2001             | 2009                  |
| 8  | Falkenberg    | Shijiazhuang 石家庄 | 2002             | 2019                  |
| 9  | Örebro        | Yantai 烟台         | 2002             | 2020                  |
| 10 | Mora          | Changchun 长春      | 2004             | 2020                  |
| 11 | Överkalix     | Zhuji 诸暨          | 2005             | Avslutat (oklart när) |
| 12 | Falun         | Nanjing 南京        | 2006             | 2007                  |
| 13 | Borlänge      | Wuhan 武汉          | 2007             | 2019                  |
| 14 | Svenljunga    | Chizhou 池州        | 2007             | 2021                  |
| 15 | Södertälje    | Wuxi 无锡           | 2007             | 2020                  |
| 16 | Bollnäs       | Heze 菏泽           | 2008             | Vilande               |
| 17 | Eskilstuna    | Linyi 临沂          | 2008             | Vilande               |
| 18 | Kalix         | Lanzhou 兰州        | 2008             | 2018                  |
| 19 | Lund          | Hangzhou 杭州       | 2008             | Vilande               |
| 20 | Umeå          | Qufu 曲阜           | 2008             | Aktivt                |
| 21 | Gävle         | Zhuhai 珠海         | 2010             | 2020                  |
| 22 | Säffle        | Ningde 宁德         | 2010             | 2013                  |
| 23 | Växjö         | Suzhou 苏州         | 2010             | 2019                  |
| 24 | Lidköping     | Chengdu 成都        | 2011             | 2020                  |
| 25 | Luleå         | Xi'an 西安          | 2012             | 2019                  |
| 26 | Vara          | Huangshan 黄山      | 2012             | 2020                  |
| 27 | Borås         | Yancheng 盐城       | 2013             | Vilande               |
| 28 | Karlskrona    | Chuxiong 楚雄       | 2013             | Aktivt                |
| 29 | Piteå         | Dongying 东营       | 2013             | 2017                  |
| 30 | Västerås      | Ji'nan 济南         | 2014             | 2020                  |
| 31 | Bengtsfors    | Wuzhou 梧州         | 2015             | 2020 (pausat)         |
| 32 | Åmål          | Dunhuang 敦煌       | 2015             | Vilande               |
| 33 | Filipstad     | Longyan 龙岩        | 2016             | 2021                  |
| 34 | Skövde        | Zhangjiakou 张家口  | 2016             | Vilande               |

|   | Svensk part       | Kinesisk part                          | Samarbete inlett | Samarbete avslutat |
| - | ----------------- | -------------------------------------- | ---------------- | ------------------ |
| 1 | Linköpings kommun | Macaus speciella administrativa region | 1997             | Vilande            |
| 2 | Östersunds kommun | Jilins provins                         | 2005             | Vilande            |
| 3 | Kalmar län        | Huzhou stad                            | 2010             | Vilande            |